# Clock DVA
I Clock DVA sono un gruppo industrial rock, post-punk ed electro-industrial inglese originario di Sheffield fondato da Adolphus "Adi" Newton e Steven "Judd" Turner nel 1978.
Il nome del gruppo è ispirato alla lingua artistica nadsat usata dagli adolescenti di Arancia meccanica, composto da clock (orologio), usato come simbolo del surrealismo e delle meccaniche del tempo
e dva che in russo corrisponde a due, come i componenti del gruppo.

## Storia
Prima di formare il gruppo il leader Adi Newton faceva parte dei The Future, i cui componenti daranno vita agli Human League.
Nacque come gruppo rock sperimentale che prevedeva l'utilizzo di sintetizzatori e tape loops. I primi lavori sono stati pubblicati su alcune audiocassette autoprodotte. Esordisce ufficialmente nel 1980 per l'etichetta Industrial Records con l'album di genere industrial White Souls in Black Suits. Al duo iniziale si erano aggiunti Paul Widger (chitarra), Charlie Collins (sax), e Roger Quail (batteria). L'anno successivo pubblica Thirst per la Fetish Records che ottiene un buon successo di critica con il primo posto ottenuto nella indie-chart del NME. Il gruppo però si scioglie nello stesso anno e i membri non originali andranno a formare The Box . Adi Newton rimane solo però, perché Steven "Judd" Turner muore per overdose.
Nel 1983 Newton riforma il gruppo, chiamandolo un primo tempo 'DVA', e pubblica l'album Advantage per la major Polydor, dopo un tour il gruppo si scioglie di nuovo. Newton forma gli Anti-Group.
Durante gli anni '80 sono stati dei pionieri utilizzando per i loro video musicali i computer Amiga, specialmente nei video di 
"Man Amplified", "Axiomatic & Heuristic", "Voice Recognition Test" e "The Hacker".
Nel 1987 Newton rispolvera il nome del gruppo, ora composto da Dean Dennis e Paul Browse. Nel 1989 il loro lavoro più rappresentativo è l'album elettronico Buried Dreams considerato pionieristico da una parte della critica.

## Discografia
- 1980 - White Souls in Black Suits
- 1981 - Thirst
- 1982 - Advantage
- 1989 - Buried Dreams
- 1990 - Transitional Voices (live)
- 1991 - Man-Amplified
- 1992 - Digital Soundtracks
- 1993 - Sign